# Calamotropha oculalis
Calamotropha oculalis là một loài bướm đêm trong họ Crambidae.